# 赫利布内
50°49′59″N 35°5′30″E / 50.83306°N 35.09167°E
赫利布內（烏克蘭語：Глибне）是位於烏克蘭東北部的村莊，由蘇梅州蘇梅區的克拉斯諾皮利亞市鎮負責管轄。該村分別距離薩莫托伊夫卡1.5公里和赫沃伊内2公里，海拔高度138米，2001年人口473。